# Félicien Muhitira
Félicien Muhitira (* 4. November 1994 in Gashora, Ostprovinz) ist ein ruandischer Leichtathlet, der sich auf die Langstreckenläufe spezialisiert hat.

## Sportliche Laufbahn
Félicien Muhitira tritt seit 2013 bei Wettkämpfen in der Leichtathletik an. Damals nahm er im August an den U20-Afrikameisterschaften auf Mauritius teil, bei denen er im 10.000-Meter-Lauf den fünften Platz belegte. Im Oktober belegte er den zweiten Platz im Halbmarathon der ruandischen Hauptstadt Kigali. 2014 trat er im Frühjahr bei den Weltmeisterschaften in Kopenhagen an, bei denen er mit Bestzeit von 1:02:31 h den 41. Platz belegte. Später trat er im 10.000-Meter-Lauf bei den Commonwealth Games in Schottland an, bei denen er, ebenfalls mit neuer Bestzeit von 28:17,07 min, den zehnten Platz belegte. Im Frühjahr 2015 trat Muhitira bei den Crosslauf-Weltmeisterschaften in Guiyang an, bei denen er als 35. das Ziel erreichte. Ebenfalls in China, trat er im August über 5000 Meter, bei den Weltmeisterschaften in Peking an, konnte sich als 16. seines Vorlaufes allerdings nicht für das Finale qualifizieren. Einen Monat später nahm er schließlich über die doppelte Distanz an den Afrikaspielen in Brazzaville teil, bei denen er den neunten Platz belegte.
2017 siegte Muhutira beim Halbmarathons von Brazzaville und Niort. 2018 startete er in Firenze erstmals über die Marathondistanz, die er nach 2:14:32 h auf dem fünften Platz beendete. Im Frühjahr 2019 trat er in Aarhus zum zweiten Mal bei Crosslauf-Weltmeisterschaften an, erreichte dabei allerdings erneut keine vordere Platzierung. Zwei Wochen zuvor stellte er beim Halbmarathon von Manama in 1:01:58 h persönliche Bestzeit auf. Einen Monat später belegte er, ebenfalls mit Bestzeit von 2:10:58 h, den sechsten Platz beim Rom-Marathon und konnte damit auch im September bei den Weltmeisterschaften in Doha antreten. Den Marathon beendete er auf dem 22. Platz. Im Oktober kam er beim Athen-Marathon als Zweiter ins Ziel. Muhitira trainiert in der ruandischen Heimat und ist für die Olympischen Sommerspiele in Tokio qualifiziert.

## Wichtige Wettbewerbe
| Jahr               | Veranstaltung                    | Ort                | Platz              | Disziplin          | Zeit               |
| Startet für Ruanda | Startet für Ruanda               | Startet für Ruanda | Startet für Ruanda | Startet für Ruanda | Startet für Ruanda |
| ------------------ | -------------------------------- | ------------------ | ------------------ | ------------------ | ------------------ |
| 2013               | U20-Afrikameisterschaften        | Réduit             | 5.                 | 10.000 m           | 29:31,6 min        |
| 2014               | Halbmarathon-Weltmeisterschaften | Kopenhagen         | 41.                | Halbmarathon       | 1:02:31 h          |
| 2014               | Commonwealth Games               | Glasgow            | 10.                | 10.000 m           | 28:17,07 min       |
| 2015               | Crosslauf-Weltmeisterschaften    | Guiyang            | 35.                | Erwachsenenrennen  | 37:28 min          |
| 2015               | Weltmeisterschaften              | Peking             | 35.                | 5000 m             | 14:11,12 min       |
| 2015               | Afrikaspiele                     | Brazzaville        | 9.                 | 10.000 m           | 29:00,23 min       |
| 2019               | Crosslauf-Weltmeisterschaften    | Aarhus             | 47.                | Erwachsenenrennen  | 34:11 min          |
| 2019               | Weltmeisterschaften              | Doha               | 22.                | Marathon           | 2:16:21 h          |

## Persönliche Bestleistungen
Freiluft
- 10.000 m: 28:12,75 min, 22. April 2017, Marina di Carrara
- Halbmarathon: 1:01:58 h, 15. März 2019, Manama
- Marathon: 2:10:58 min, 7. April 2019, Rom